# بيل ويلسون (كاتب)
بيل ويلسون (بالإنجليزية: Bill Wilson)‏ هو كاتب أمريكي، ولد في 1948 في بوسطن في الولايات المتحدة.